# Flugzeugwägung
Eine Flugzeugwägung wird durch einen luftfahrttechnischen Betrieb (LTB) ausgeführt und dient der Bestimmung von Masse und Schwerpunkt eines Flugzeugs im Rahmen der Muster- und Typzulassung – Weight and Balance. Meistens geschieht die Wägung für die Zulassung im leeren Zustand. Je nach konstruktiver Gestaltung des Fahrwerks wird das Flugzeug mit einer bestimmten Neigung auf spezielle Waagen gestellt. Dann wird eine Bezugsebene, beispielsweise das Brandschott, festgelegt und von ihr die Entfernung zu den Waagen bestimmt.
Die Summe der an den Waagen gemessenen Gewichte / Massen ergibt das Gewicht des leeren Flugzeugs. Die Summe der Drehmomente, die sich aus den Hebelarmen von der Bezugsebene zu den Waagen und den an ihnen abgelesenen Gewichten ergeben, dividiert durch das Gesamtflugzeuggewicht, ergibt den Hebelarm des Flugzeugschwerpunkts. Auch der Hebelarm des Flugzeugs, der vom Massenschwerpunkt (englisch Center of Gravity, CG) ausgeht, ist wiederum auf die Bezugsebene bezogen. Die Daten, die der LTB erhoben hat, werden mit Stempel, Datum und Unterschrift in das Bordbuch des vermessenen Flugzeugs eingetragen, sie sind ein amtliches Dokument.
Die aus der Flugzeugwägung resultierenden Daten Flugzeug-Schwerpunkt und Flugzeug-Leergewicht sind relevant für die spätere Verwendung als Grundlagewerte im Rahmen der vor jedem Flug durchzuführenden so genannten Masse- und Schwerpunktberechnung (Weight and Balance) mit den aktuellen Zusatzgewichten wie Kraftstoff, Passagiere, Crew, Frachtgut, Post etc. Bei Bombern wird auch berechnet, wie der Schwerpunkt des Flugzeugs nach Bombenabwurf ist.